# Horia Pătrașcu
Horia Pătrașcu (n. 15 mai 1938, Caransebeș, Caraș-Severin, România – d. 16 februarie 2016, București, România) a fost un scenarist și critic de film român.

## Biografie
După ce a absolvit Liceului „Nicolae Bălcescu” (azi Colegiul Carol) din Craiova a urmat cursurile Institutului de Artă Teatrală și Cinematografică „I.L.Caragiale” - secția Teatrologie-Filmologie, absolvind în promoția 1968. 
A fost redactor la redacția Scenarii a Studioului cinematografic „București” (1968-1970), iar în 1973 s-a transferat la revista Flacăra, după numirea lui Adrian Păunescu ca redactor-șef. Este autorul nuvelei „Reconstituirea”, pe care o adaptează pentru film împreună cu Lucian Pintilie. 
A scris scenariul filmului Așteptarea pentru actorul Ștefan Ciubotărașu, care moare în timpul filmărilor.

## Filmografie

### Scenarist
- Căldura (1969) - în colaborare cu Șerban Creangă
- Surorile (1984) - în colaborare cu Iulian Mihu

## Legături externe
- Culisele Reconstituirii. Interviu cu Horia Pătrașcu Arhivat în 11 noiembrie 2020, la Wayback Machine., autor Ioan-Pavel Azap